# 梁皇后 (西夏毅宗)
梁皇后（11世纪？—1085年），小說家言名「落瑤」，西夏毅宗李谅祚第二任皇后，惠宗李秉常、公主李氏生母。崇宗李乾順祖母。

## 生平
梁氏為西夏漢人後裔，天生麗質，容貌傾城，十二歲时被西夏權臣沒藏訛龐的兒子看中，成為權臣沒藏訛龐的兒媳婦，和作為君主的西夏毅宗李谅祚長期通姦，之後私通醜事曝光，便協助李谅祚誅滅沒藏訛龐後，奲都五年（1061年）四月被李谅祚冊封為皇后，生下兒子夏惠宗李秉常，之後又生下女兒李氏，封為公主，自请以爱女和亲，嫁西蕃大首领董毡之子蔺逋比。建議李谅祚向宋朝求取《九经》、《册府元龟》和朝贺礼仪等书，推行汉礼。
拱化五年（1067年），西夏毅宗李谅祚病逝，乾道元年（1068年）年仅七岁的李秉常嗣位，尊梁皇后为太后，梁太后摄政。梁太后任命弟弟弟梁乙埋为国相。大安二年（1076年），惠宗亲政。
汉人李清建议惠宗联宋，以削弱梁氏势力。梁太后定计杀李清，囚禁惠宗于兴庆府（今宁夏银川）西夏王陵所在的水砦。拥护惠宗的势力拥兵自卫。西夏统治集团面临分裂。1081年宋神宗赵顼乘机发兵来攻、五路伐夏，梁氏家族梁乙埋、梁永能、梁格嵬、梁讫多埋等领兵抵御，尽皆溃败，形势危急。梁太后坚壁清野，引敌深入，抄绝饷道，聚兵歼灭，击退宋军。次年，西夏又出兵攻陷了宋朝新筑的永乐城（今陕西米脂西），造成宋兵员物资的巨大损失，史稱1082年永樂城之戰；但西夏亦因连年战争陷于疲弊，内部日益不和。梁太后命惠宗复帝位，但仍掌握实权。
大安十一年（1085年）十月，梁太后病死，谥号恭肃章宪皇后。

## 人际关系

### 弟弟
- 梁乙埋，西夏国相。1085年去世，其子梁乙逋执政。

### 丈夫
- 没藏〇，权臣没藏讹庞的儿子。
- 夏毅宗李谅祚，曾与梁氏私通，除灭没藏家族后封梁氏为后。

### 儿子
- 夏惠宗李秉常，娶梁乙埋女儿为后。

### 女儿
- 李氏，封号不详，嫁西蕃大首领董毡之子蔺逋比。

### 孙子
- 夏崇宗李乾顺。